# Светлая Речка (река, впадает в Каниху)
Светлая Речка — река в России, протекает по Заполярному району Ненецкого АО. Исток реки находится на восточных склонах северной части возвышенности Сиговеймусюр. Впадает в озеро Каниха, имеющее сток в озеро Городецкое (бассейн Печоры). Вытекает из безымянного озера на высоте 23,2 метра. Длина реки составляет 14 км.

## Данные водного реестра
По данным государственного водного реестра России относится к Двинско-Печорскому бассейновому округу, водохозяйственный участок реки — Печора от водомерного поста Усть-Цильма и до устья, речной подбассейн реки — бассейны притоков Печоры ниже впадения Усы. Речной бассейн реки — Печора.
Код объекта в государственном водном реестре — 03050300212103000083971.